# Senta Sabina e Bòrn
Senta Sabina e Bòrn (en francès Sainte-Sabine-Born) és un municipi francès situat al departament de la Dordonya i a la regió de la Nova Aquitània.

## Demografia
| 1962                                       | 1968 | 1975 | 1982 | 1990 | 1999 | 2007 |
| ------------------------------------------ | ---- | ---- | ---- | ---- | ---- | ---- |
| 527                                        | 492  | 446  | 383  | 353  | 343  | 378  |
| Des de 1962: població sense dobles comptes |      |      |      |      |      |      |

## Administració
| Període   | Identitat    | Partit |
| --------- | ------------ | ------ |
| 2001-2008 | Guy Gauthier |        |
| 2008-     | Maryse Balse |        |